# Квардаков, Владимир Валентинович
Владимир Валентинович Квардаков (род. 1962) — российский физик, специалист в области рентгеновской и нейтронной оптики, материаловедения, нанодиагностики с использованием рентгеновского, синхротронного излучений и нейтронов, член-корреспондент РАН (2008).

## Биография
Родился 26 июня 1962 года в Таганроге.
В 1985 году — окончил Московский физико-технический институт.
После окончания ВУЗа работает в Институте атомной энергии имени И. В. Курчатова (сейчас это — Российский научный центр «Курчатовский институт»), исполнительный директор Научно-технического комплекса «Курчатовский центр синхротронного излучения и нанотехнологий» РНЦ «Курчатовский институт» (с 2004 года).
В 1992 году — защитил кандидатскую диссертацию, тема: «Динамические и резонансные эффекты в рассеянии нейтронов совершенными кристаллами слабых ферромагнетиков».
В 1999 году — защитил докторскую диссертацию, тема: «Динамические и резонансные эффекты при рассеянии нейтронов, рентгеновского и синхротронного излучения на совершенных кристаллах слабых ферромагнетиков и высокотемпературных сверхпроводников».
В 2008 году — избран членом-корреспондентом РАН.
Заместитель председателя Совета РФФИ.
Член Совета при Президенте Российской Федерации по науке и образованию (2012—2013).

## Научная деятельность
Специалист в области рентгеновской и нейтронной оптики, материаловедения, нанодиагностики с использованием рентгеновского, синхротронного излучений и нейтронов.
Сфера научной деятельности:
- рентгеновская и нейтронная оптика;
- рентгеновская и нейтронная магнитоакустика;
- развитие экспериментальной и методической базы для исследований в области нанотехнологий на источнике синхротронного излучения.

Создатель научно-технического комплекса на базе специализированных источников синхротронного излучения «Сибирь» в РНЦ «Курчатовский институт».
Автор и соавтор более 105 научных работ.
Ведет преподавательскую деятельность в должности профессора Московского физико-технического института.

## Награды
- Медаль ордена «За заслуги перед Отечеством» II степени (5 февраля 2024 года) — за большой вклад в развитие отечественной науки, многолетнюю плодотворную деятельность и в связи с 300-летием со дня основания Российской академии наук[4]
- Премия Правительства Российской Федерации (в составе группы, за 2007 год) — за создание научно-технического комплекса на базе специализированных источников синхротронного излучения «Сибирь» в Российском научном центре «Курчатовский институт»[5]